# Torsten Bohlin

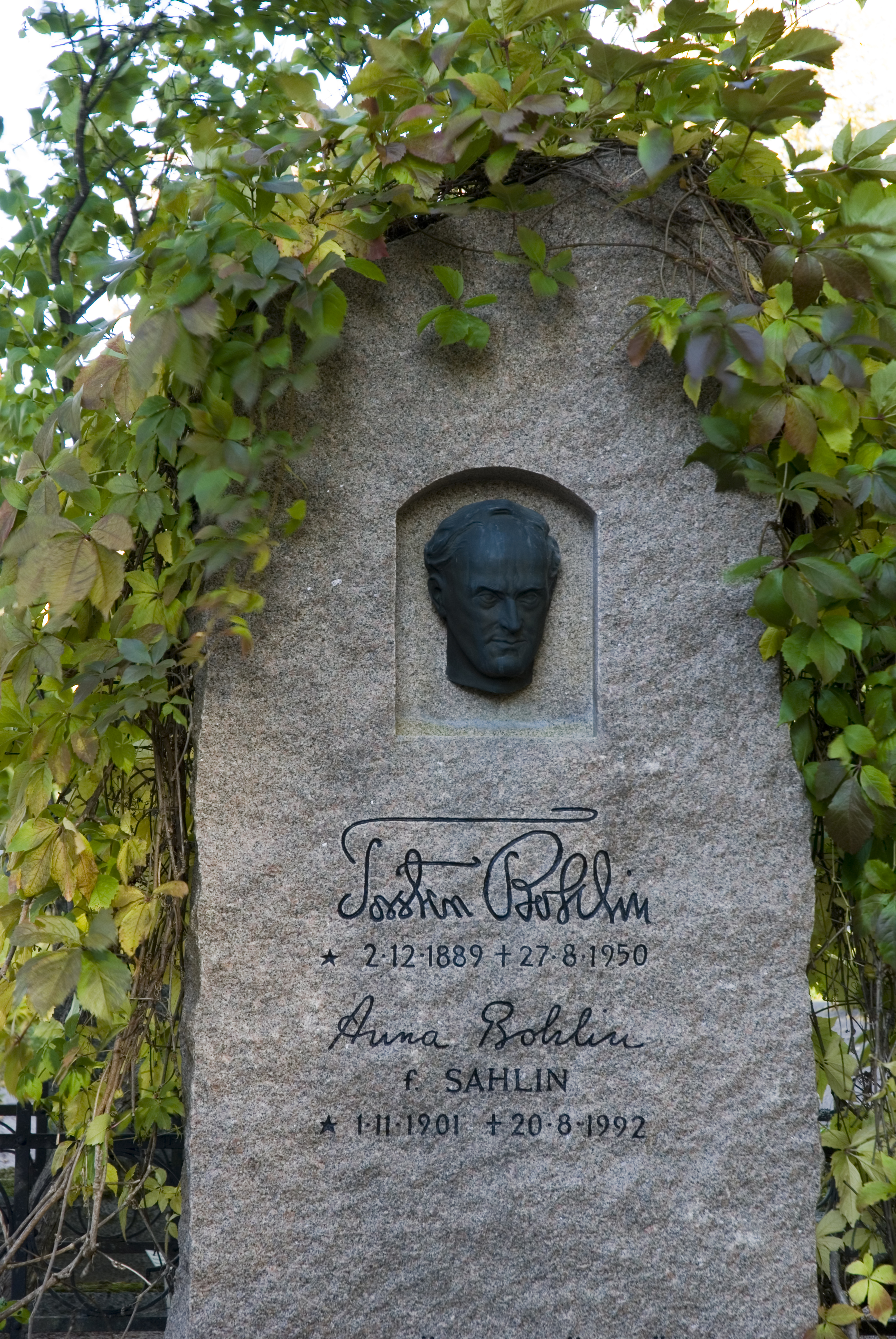
Torsten Bohlins gravsten på Uppsala gamla kyrkogård.

Torsten Bernhard Bohlin, född 2 december 1889 i Uppsala, död 27 augusti 1950 i Härnösand, var en svensk teolog och biskop i Härnösands stift. 

## Biografi
Som teolog var Bohlin intressant då han så gott som ensam positionerade sig mot ungkyrkorörelsens definition av folkkyrkan, utan att för den skull vara vare sig kraftigt hög- eller lågkyrklig.
Bohlin blev teologie kandidat vid Uppsala universitet 1912, filosofie kandidat 1913, teologie licentiat 1917, docent 1918 och teologie doktor 1921, professor i systematisk teologi vid Åbo Akademi 1925, och var professor i dogmatik och moralteologi vid Uppsala universitet 1929–34, prästvigd för ärkestiftet 1929. Torsten Bohlin blev teologie hedersdoktor vid Jena universitet 1932 och vid Åbo akademi 1934, biskop över Härnösands stift 1934, vigd biskop 1935 och tillträdde tjänsten 1936, samt blev extra ordinarie hovpredikant 1936. Bohlin blev ordförande i KFUMs riksförbund 1946.
"Han var en lysande talare, som med osviklig dialektisk stringens och medryckande elegans benade ut de mest tilltrasslande problem."

### Familj
Bohlin var son till kontraktsprosten Bernhard Bohlin och hans hustru Hilda Charlotta, född Kolmodin. Han gifte sig 1923 med läroverksadjunkten och översättaren Anna Mathilda, född Sahlin, dotter till lektor Enar Sahlin och Rigmor, född Nettelbladt. En av deras söner är musikologen och dirigenten Folke Bohlin och en annan teologen Torgny Bohlin.
Bohlin jordfästes i Härnösand och ligger begravd på Uppsala gamla kyrkogård.

## Teologi
Bohlin var en kristen humanist vars främsta inspiratör var Sören Kierkegaard. Han tog även intryck av Pontus Wikner, Henri Frédéric Amiel och Blaise Pascal. Hans kulturkritiska humanism var präglad av existentialismen. Hans syn på Jesus lutade åt adoptionismen, och hans eskatologiska vision var bestämd av universalismen. Han tog aktivt del i kulturliv och livsåskådningsdebatt, och var mycket för idrott.
Han var en fin stilist, och hans uppbyggelseböcker har en fin poetisk ådra, med sinne för den kristna mystiken.

## Nationer
- Gästrike-Hälsinge nations förste kurator 1915.
- Hedersledamot av Gästrike-Hälsinge nation 1925.
- Inspektor på Gästrike-Hälsinge nation 1931-1935.
- Hedersledamot av Norrlands nation i Uppsala 1935.